# Bàrman

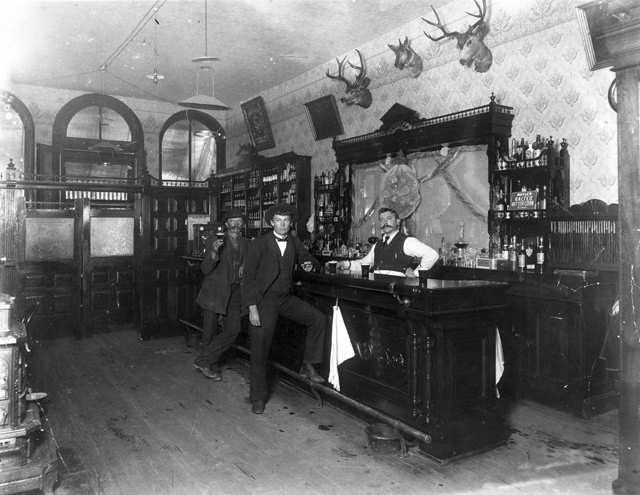
1897

Bàrman de l'anglès (home de la barra) és la persona que aten els clients en la barra d'un bar, pub o local d'oci.
El significat de la paraula, però, està envoltat de certa controvèrsia en diferents llocs. En anglès, s'utilitza la paraula Bartender per a designar a qualsevol persona que està darrere de la barra. En algunes zones del Regne Unit s'ha començat a substituir la paraula per barstaff (personal de barra).
A Espanya algú darrere d'una barra pot ser considerat cambrer, de manera que bàrman es refereix a un cambrer expert o un cambrer que està sempre darrere de la barra i que no atén taules.

## Bàrman de locals distingit
Els bàrmans saben combinar begudes per a elaborar còctels, coneixen els sabors dels diferents alcohols i les seves graduacions. Saben preparar diferents classes de cafès especials i coneixen tots els detalls del funcionament d'una barra. Generalment, el bàrman coneix i domina els protocols de comportament, i en locals de categoria, fa ús de maneres exquisides en el tracte amb el client.
En zones turístiques poden parlar més d'un idioma.
Un bàrman té com a mínim un ajudant al seu càrrec, un llibre de cocteleria i equipament cocteler en la seva zona de treball.
En alguns locals, la clientela pot tenir un compte, que en anglès s'anomena To run a tab. El bàrman s'encarrega de gestionar les consumicions per quan el client desitgi pagar.
Depenent de l'establiment, el bàrman pot ser considerat simplement l'empleat que serveix les begudes, encara que hi ha bars i pubs on la figura del bàrman és part de l'atracció per la varietat dels seus combinats i l'espectacle que organitzen (en anglès, flair bartending) que pot anar des de llençar ampolles i recollir-les, fer malabarismes amb aquestes o fer un espectacle sobre la barra, tot mentre preparen els combinats. Aquest tipus d'espectacles ha donat origen a diverses pel·lícules, com Cocktail o Coyote Ugly.